# Rue Boutebrie
La rue Boutebrie est une voie située dans le quartier de la Sorbonne du 5e arrondissement de Paris.

## Situation et accès
La rue Boutebrie est desservie à proximité par la ligne 10 à la station Cluny - La Sorbonne.

## Origine du nom
Ce nom vient d'un particulier nommé Erembourg de Brie qui y demeurait en 1284.

## Historique
Cette rue datant du XIIIe siècle s'appelait, en 1284, « rue Erembourg de Brie », du nom d'un propriétaire local de l'époque. La corruption progressive du nom aboutit au fil du temps à l'orthographe « rue du Bourg Brie », puis « rue Boutebrie », on trouve également Bourg de Brie, Bout de Brye, Bout de Brie, Bouttebrie etc..
Vers 1280-1300, elle est citée dans Le Dit des rues de Paris de Guillot de Paris sous la forme « rue Erembourc de Brie ».
Elle a porté également temporairement le nom de « rue des Enlumineurs » au XIVe siècle, en raison des enlumineurs jurés de l'université de Paris qui y résidaient alors.
En 1370, Gervais Chrétien fonde le collège de maître Gervais, rattaché à l'université de Paris, à l'angle de la rue et de la rue du Foin.
Elle est citée sous le nom de « rue du Bout de Bry » dans un manuscrit de 1636.
Elle donne au milieu de la rue du Foin en face des anciennes enseignes du XVIe et XVIIe siècles des Gémeaux et de La Croix Blanche,. La rue du Foin a été supprimée lors du percement du boulevard Saint-Germain et la rue Boutebrie, longue à l'origine de 93 m, a été raccourcie de 35 m.

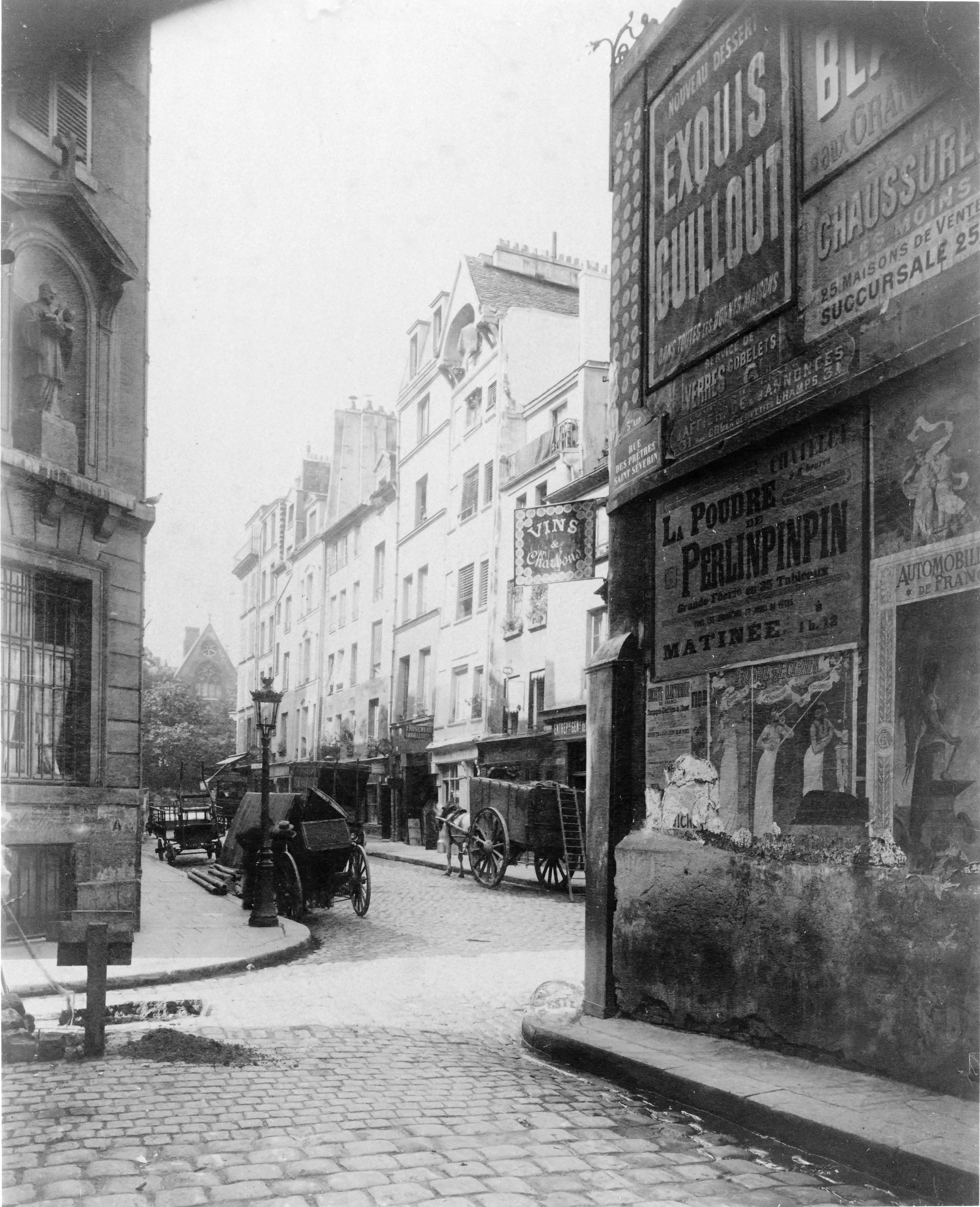
La rue Boutebrie en 1899.
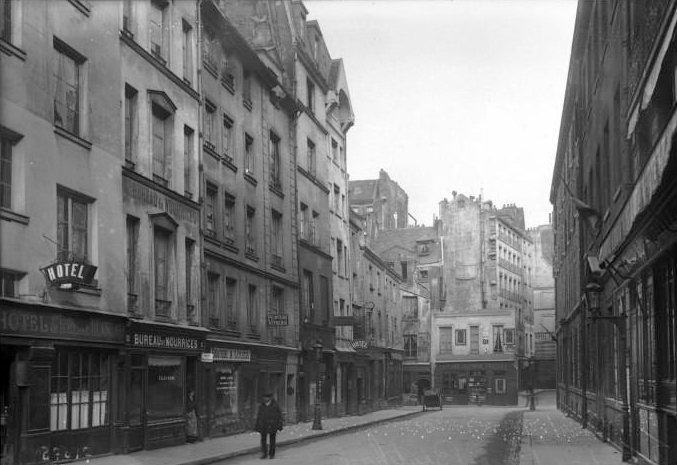
La rue en 1913.

## Bâtiments remarquables et lieux de mémoire
- Au no 1, une plaque commémorative rend hommage à l'adjudant-chef Berger, mort pendant la Libération de Paris. SUr la gauche du bâtiment, entre la porte et la première fenêtre, une inscription, à peine lisible, mentionne : « Stationnement de nuit de 8 tonneaux de porteurs d’eau »[5].

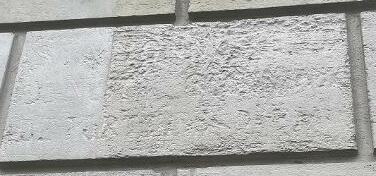
No 1, inscription ancienne.

- Au no 3 se trouvait entre 1924 et 1974 L'Heure joyeuse, qui fut la première bibliothèque municipale de France créée spécialement pour la jeunesse ; une plaque commémorative est apposée à ce sujet.
- Au no 6, maison à pignon.
- Au no 8 de la rue, l'immeuble possède un escalier en bois datant du XVIe siècle et classé depuis 1925 aux monuments historiques[6].

Plaques
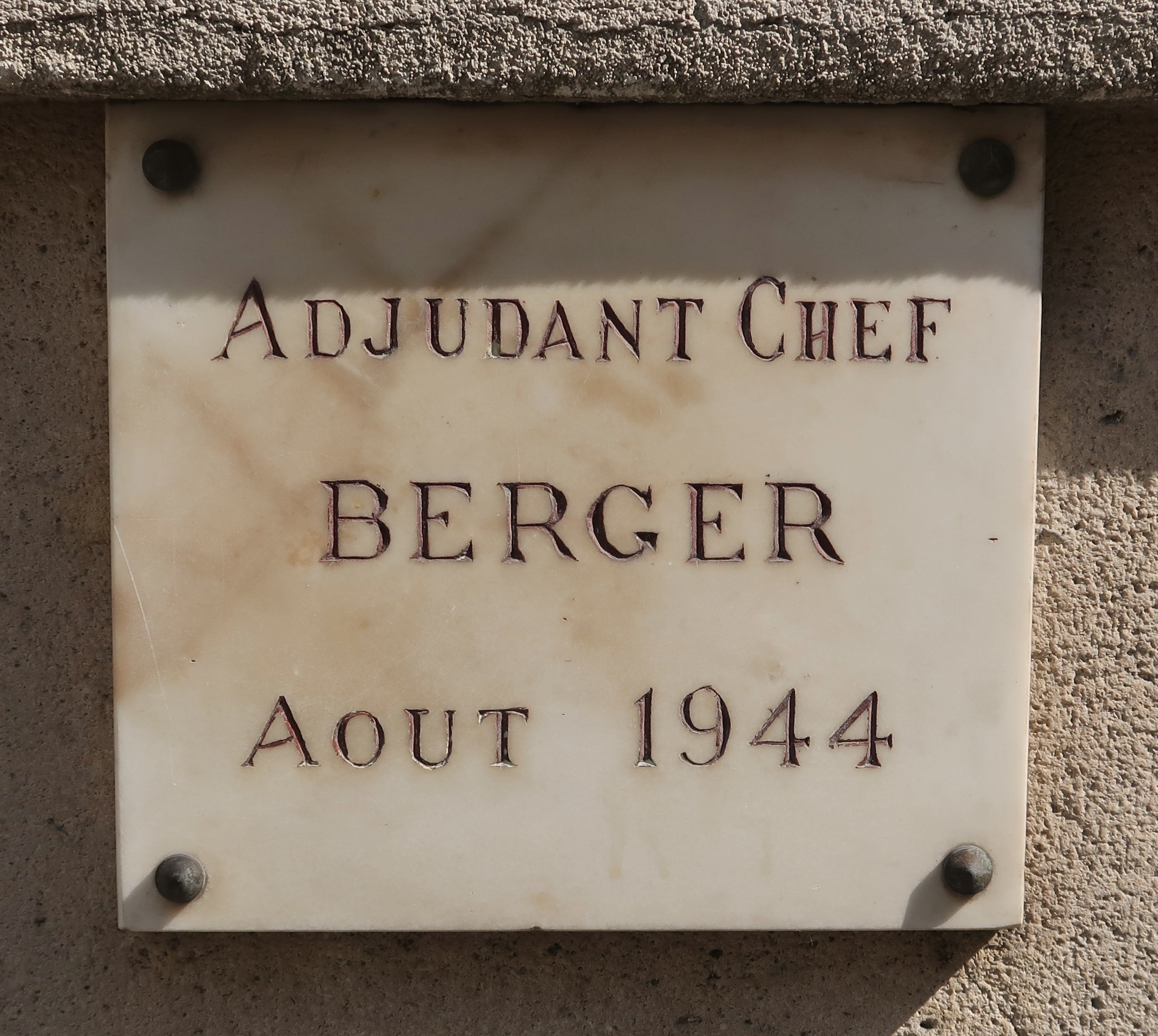
Plaque au no 1.
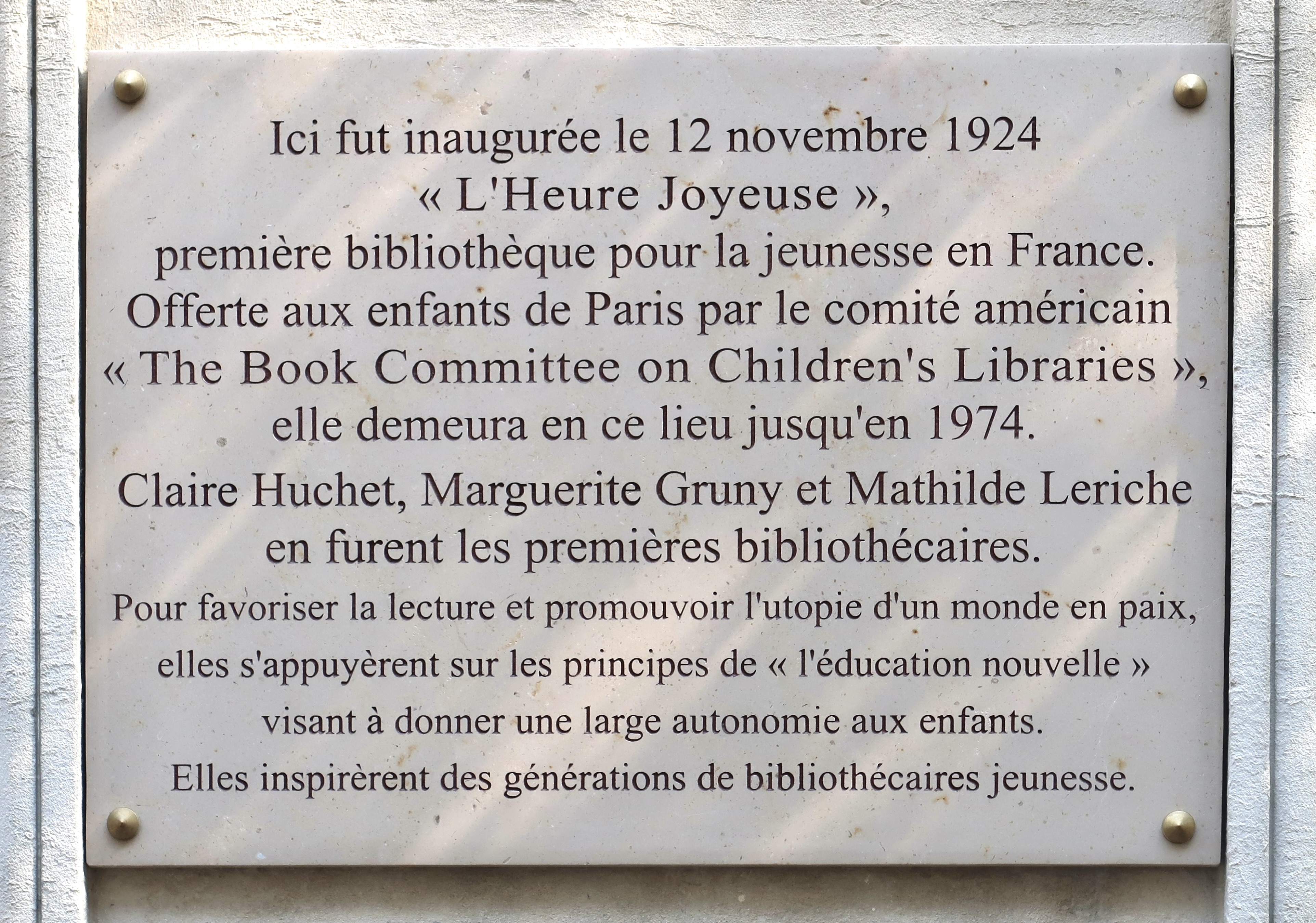
Plaque au no 3.

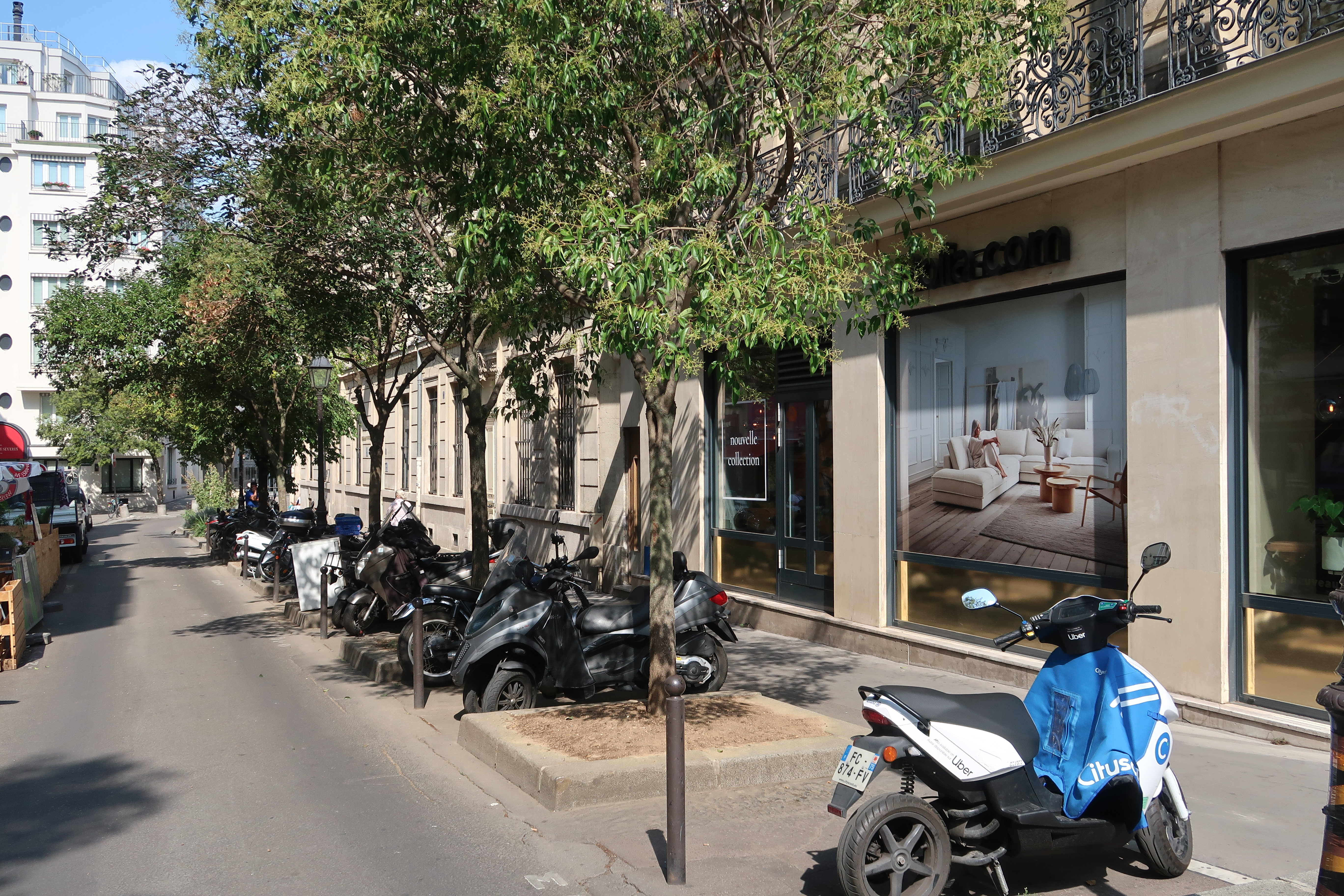
Côté des numéros impairs.
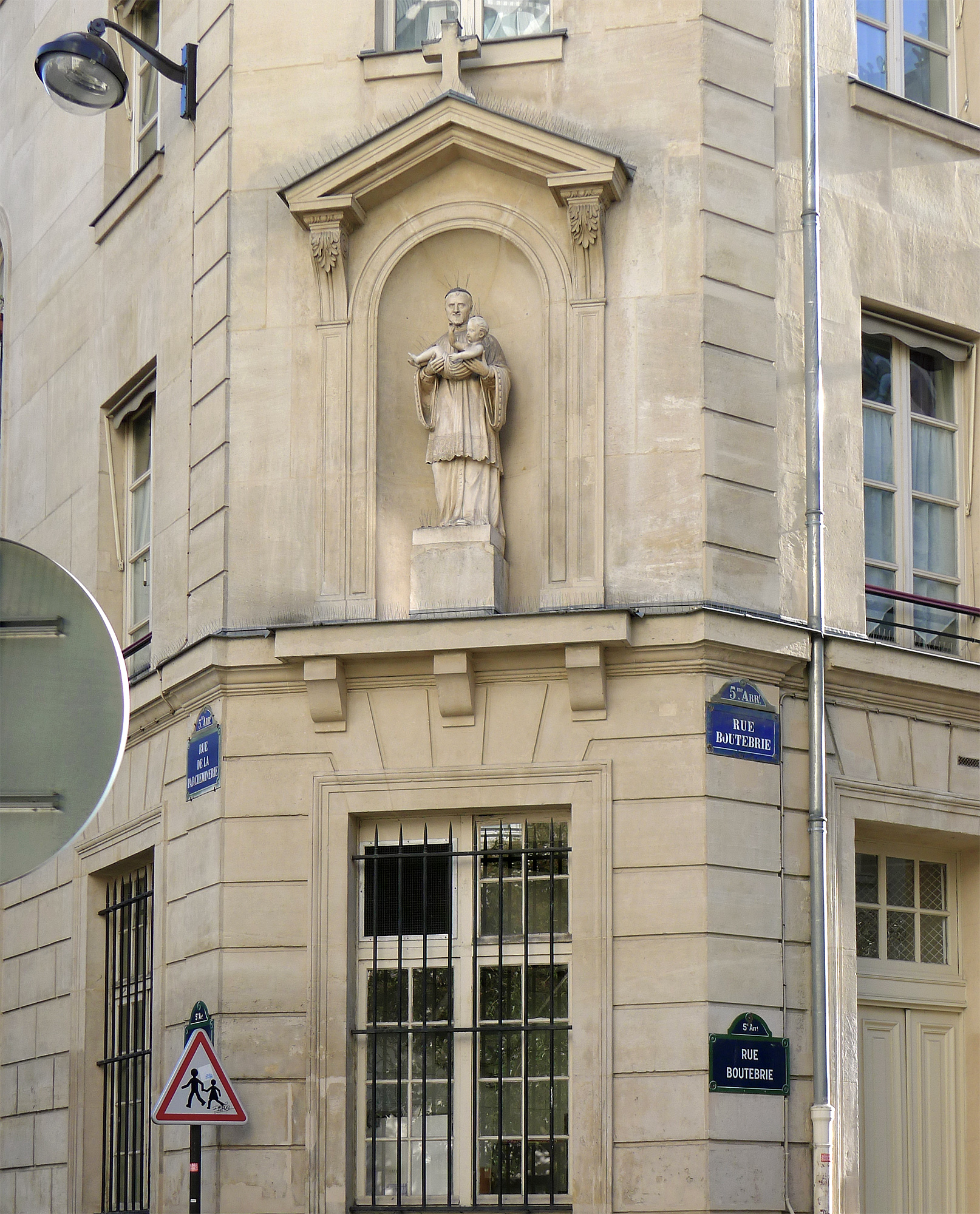
Statue de saint Vincent-de-Paul à l'angle des rues de la Parcheminerie et Boutebrie.
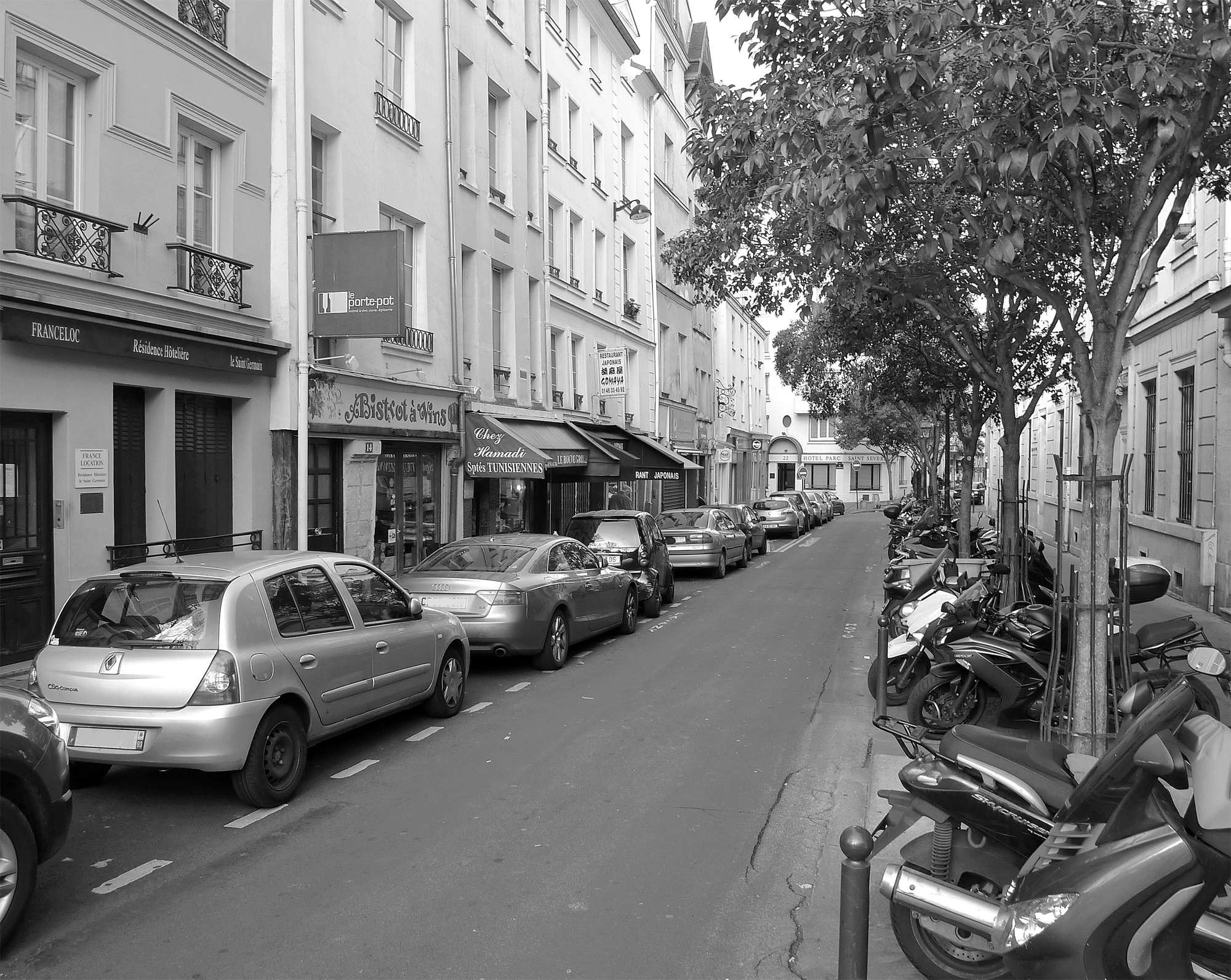
Côté des numéros pairs.
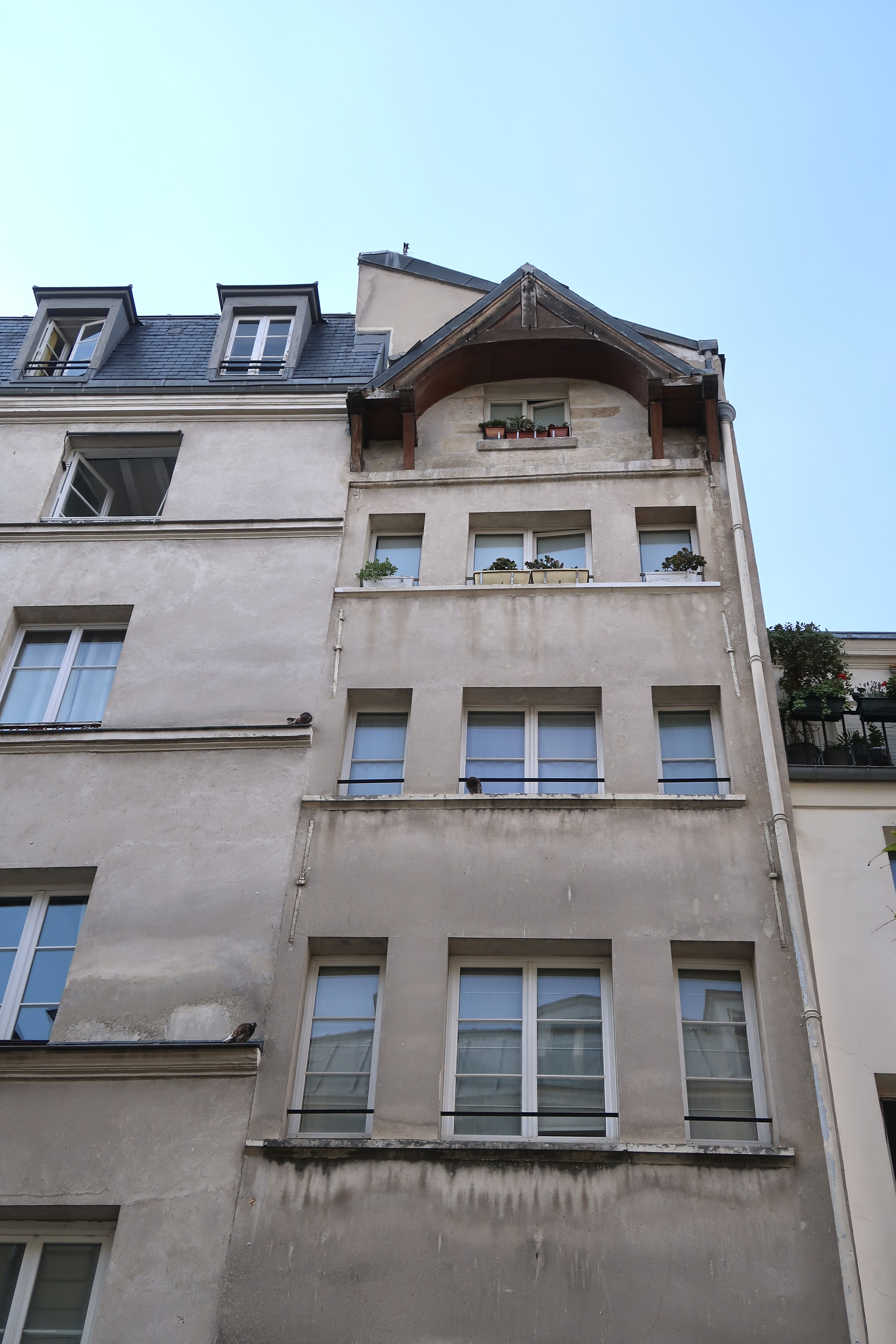
N° 6 : maison à pignon.
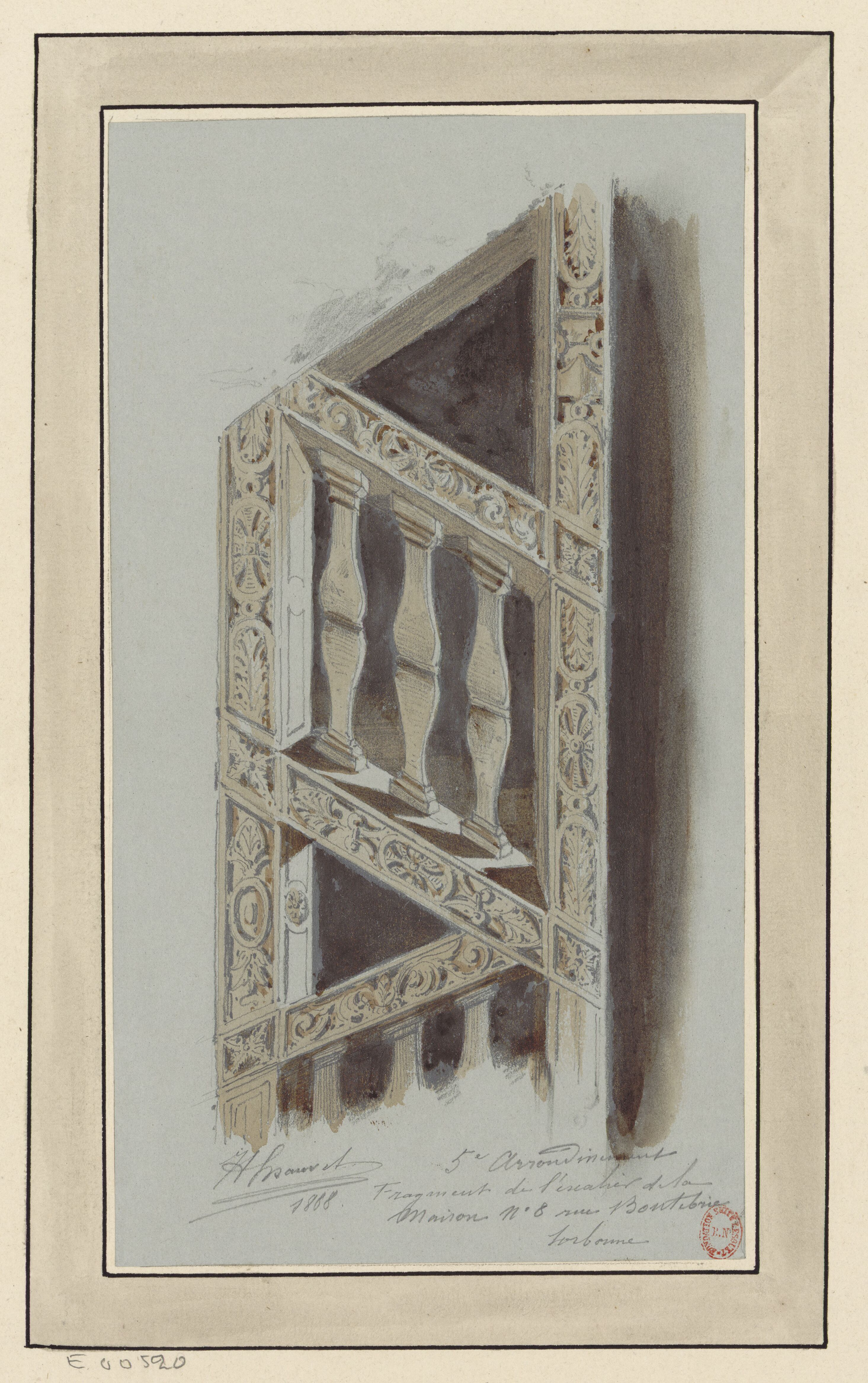
L'escalier du n°8 en 1888 (dessin de Jules-Adolphe Chauvet).